# 楠 (名古屋市)
楠（くすのき）は、愛知県名古屋市北区にある町名。現行行政地名は楠一丁目から楠五丁目。住居表示未実施。

## 地理
名古屋市北区の北部に位置し、新地蔵川（楠町大字味鋺）を挟んで南は西味鋺・中味鋺・楠味鋺、北は池花町・三軒町、西は五反田町、東は春日井市中新町に接する。

## 歴史

### 沿革

#### 楠町
- 1889年（明治22年）10月1日 - 西春日井郡如意村・喜惣治新田・大蒲新田が合併し、如意村が発足。合併各村が如意村の大字となる[1]。
- 1906年（明治39年）7月16日 -  味鋺村と如意村が合併し、楠村が発足。如意村の3大字に味鋺を加えた4大字を編成[1]。
- 1955年（昭和35年）10月1日 - 楠村が名古屋市北区に編入、村制時の4大字は「楠町」を冠して楠町大字味鋺、楠町大字大蒲新田、楠町大字喜惣治新田、楠町大字如意となる[1][2]。

#### 楠
- 1991年（平成3年）10月14日 - 楠町大字味鋺・楠町大字如意の各一部より、楠一～五丁目が成立[3]。

## 世帯数と人口
2022年（令和4年）1月1日現在の世帯数と人口は以下の通りである。
| 丁目     | 世帯数    | 人口    |
| -------- | --------- | ------- |
| 楠一丁目 | 878世帯   | 2,057人 |
| 楠二丁目 | 849世帯   | 1,764人 |
| 楠三丁目 | 443世帯   | 929人   |
| 楠四丁目 | 535世帯   | 1,183人 |
| 楠五丁目 | 334世帯   | 761人   |
| 計       | 3,039世帯 | 6,694人 |

### 人口の変遷
国勢調査による人口の推移
| 1995年（平成7年）  | 5,428人 | [ WEB 5 ]  |  |
| 2000年（平成12年） | 5,937人 | [ WEB 6 ]  |  |
| 2005年（平成17年） | 5,953人 | [ WEB 7 ]  |  |
| 2010年（平成22年） | 6,163人 | [ WEB 8 ]  |  |
| 2015年（平成27年） | 6,618人 | [ WEB 9 ]  |  |
| 2020年（令和2年）  | 6,598人 | [ WEB 10 ] |  |

## 学区
市立小・中学校に通う場合、学校等は以下の通りとなる。また、公立高等学校に通う場合の学区は以下の通りとなる。なお、小・中学校は学校選択制度を導入しておらず、番毎で各学校に指定されている。
| 字・丁目 | 小学校                                  | 中学校                                | 高等学校 |
| -------- | --------------------------------------- | ------------------------------------- | -------- |
| 楠一丁目 | 名古屋市立楠西小学校                    | 名古屋市立楠小学校                    | 尾張学区 |
| 楠二丁目 | 名古屋市立楠小学校 名古屋市立味鋺小学校 | 名古屋市立楠中学校 名古屋市立北中学校 | 尾張学区 |
| 楠三丁目 | 名古屋市立楠小学校                      | 名古屋市立楠中学校                    | 尾張学区 |
| 楠四丁目 | 名古屋市立楠小学校 名古屋市立味鋺小学校 | 名古屋市立楠中学校 名古屋市立北中学校 | 尾張学区 |
| 楠五丁目 | 名古屋市立楠小学校                      | 名古屋市立楠中学校                    | 尾張学区 |

## 交通

### 道路
国道
- 国道302号（名古屋環状2号線）

県道
- 愛知県道161号名古屋豊山稲沢線

## 施設

### 楠二丁目
- 名古屋市立楠中学校
- 名古屋市楠図書館
- 名古屋市北区役所楠支所
  - 名古屋市北保健センター楠分室

支所の前には1988年9月3日に市制100周年記念のモニュメントが設置されている。モニュメントは名古屋城北ライオンズクラブにより寄付されたもので、愛知県立愛知工業高等学校生徒の手により制作された。
- 名古屋市消防局北消防署 楠出張所

1966年（昭和41年）4月5日、楠町大字味鋺字斉宮司28番地に楠出張所として開設。その後、1989年（平成元年）4月20日に移転改築している。
- ピアゴ 味鋺店
- 名古屋市営北あじま荘

### 楠三丁目
- V・drug 味鋺店

### 楠四丁目
- ほほえみ保育園

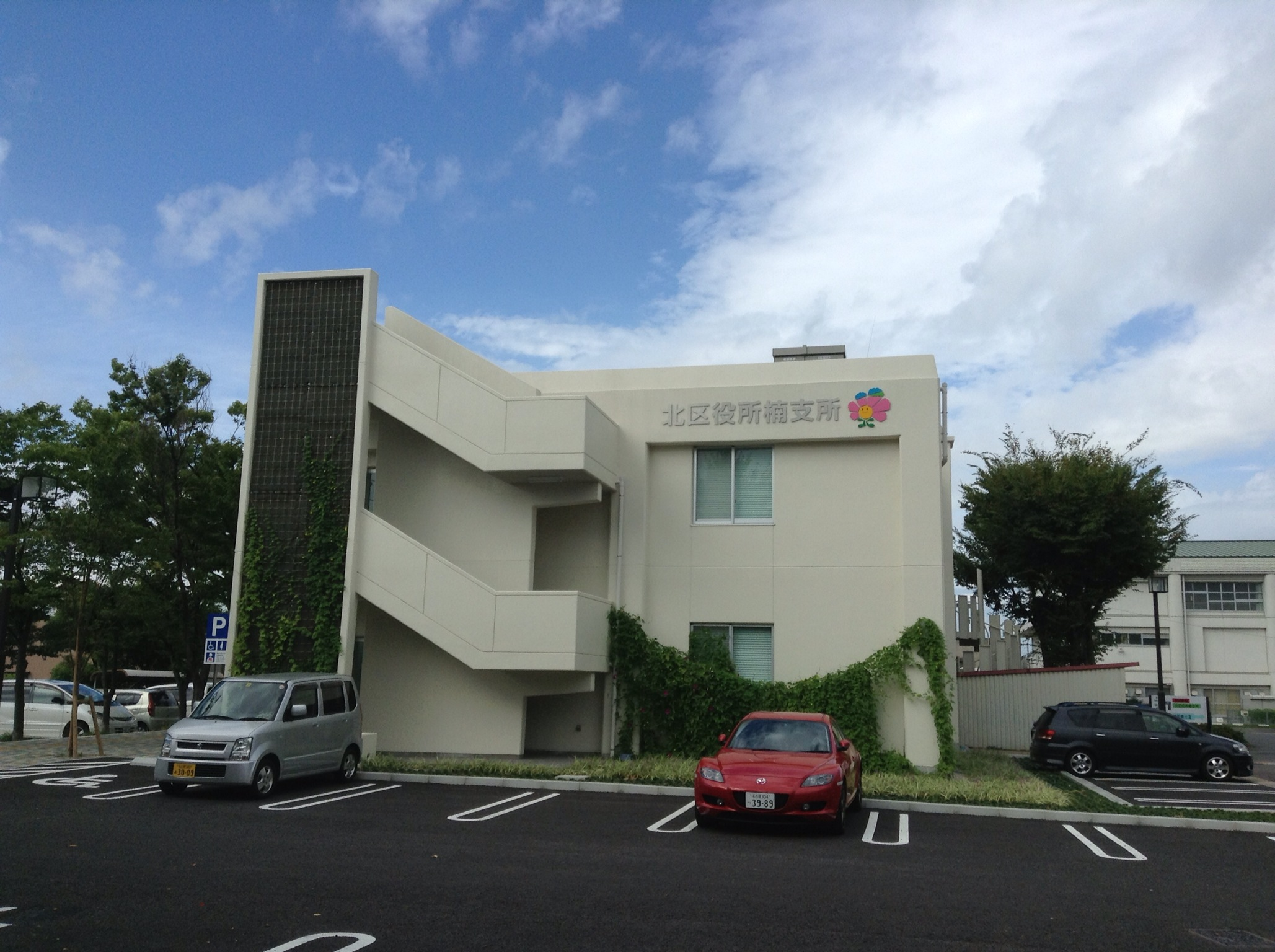
北区役所楠支所（2013年9月）
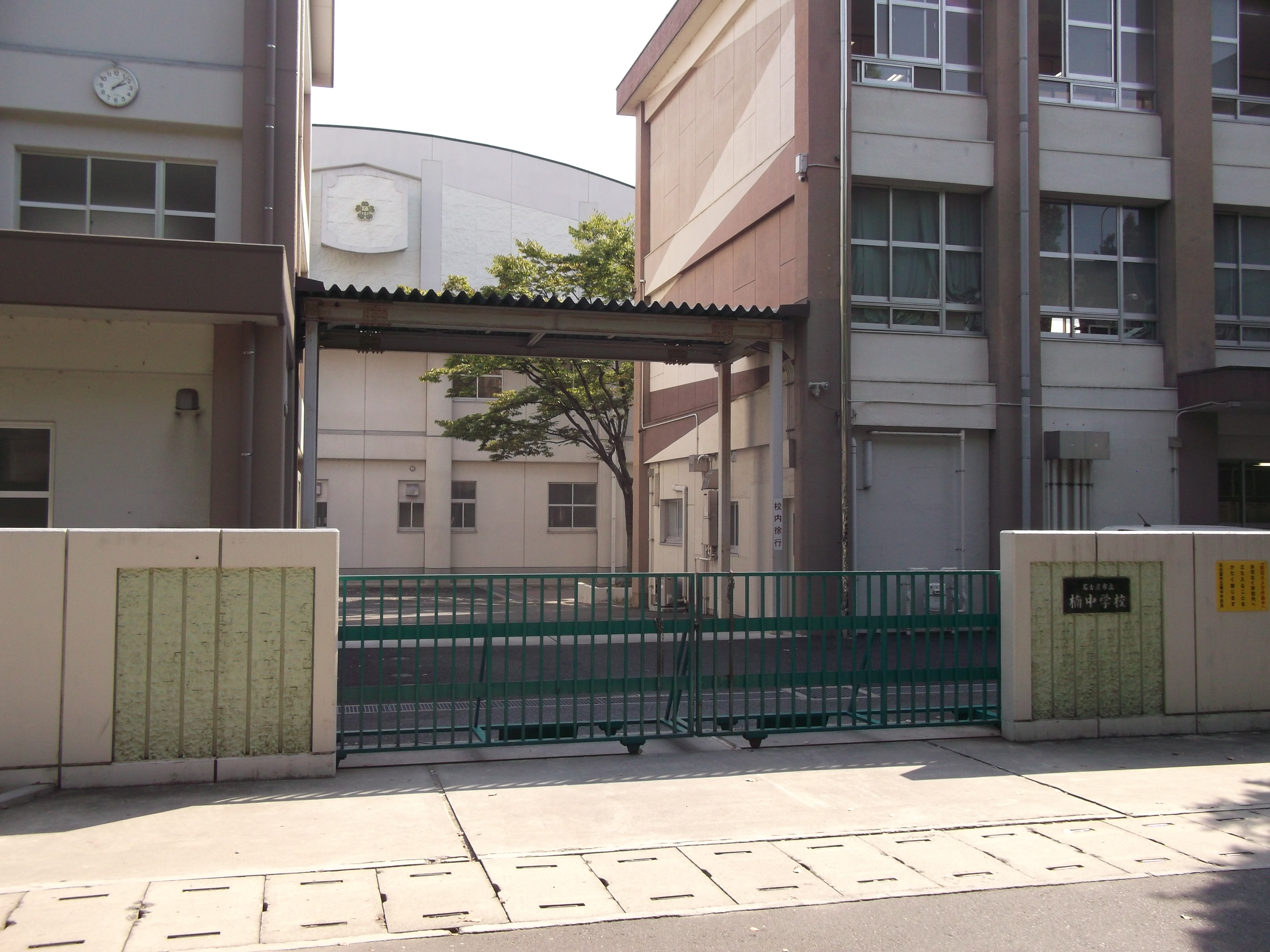
名古屋市立楠中学校（2013年9月）
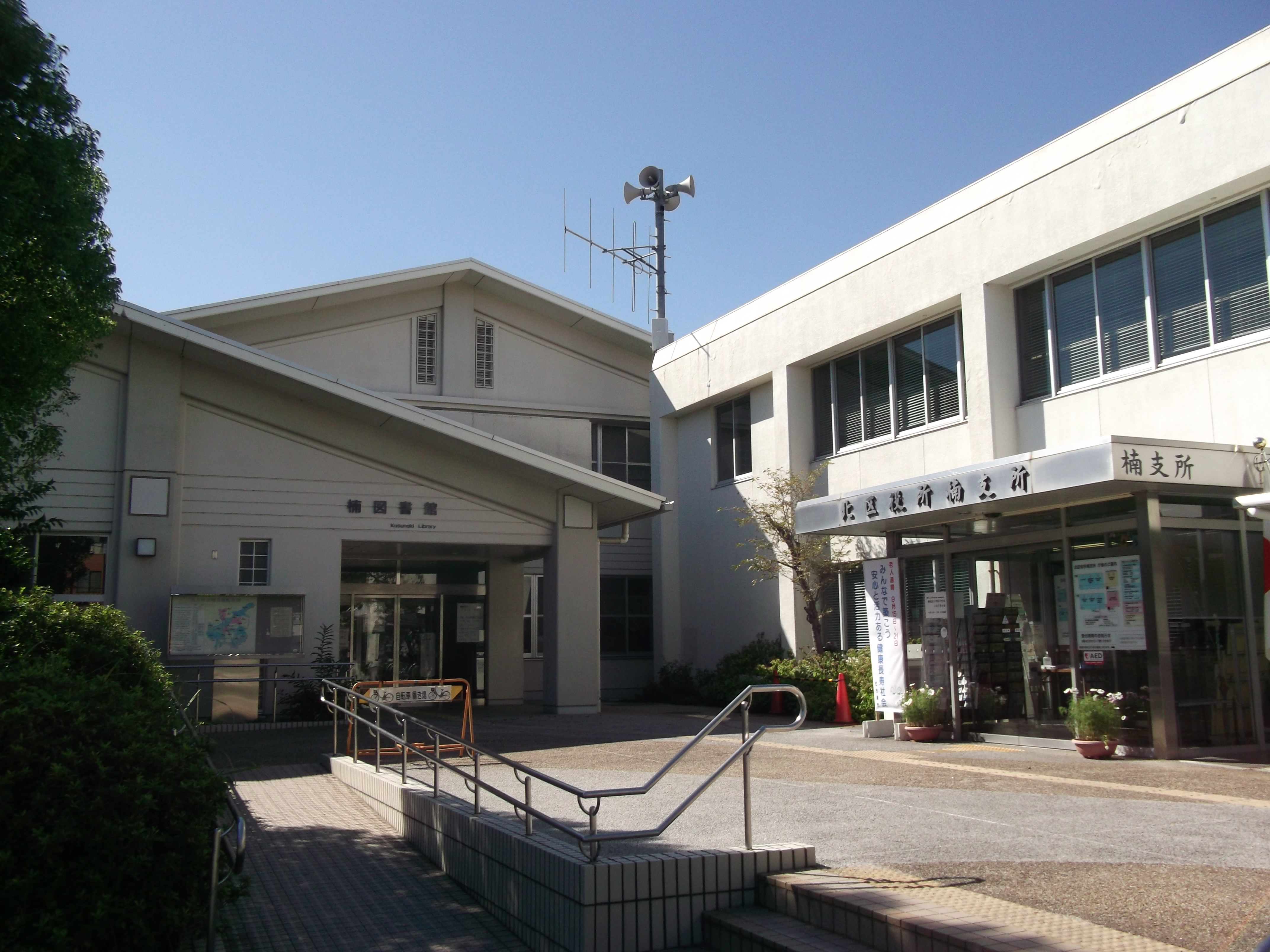
楠図書館（2013年9月）
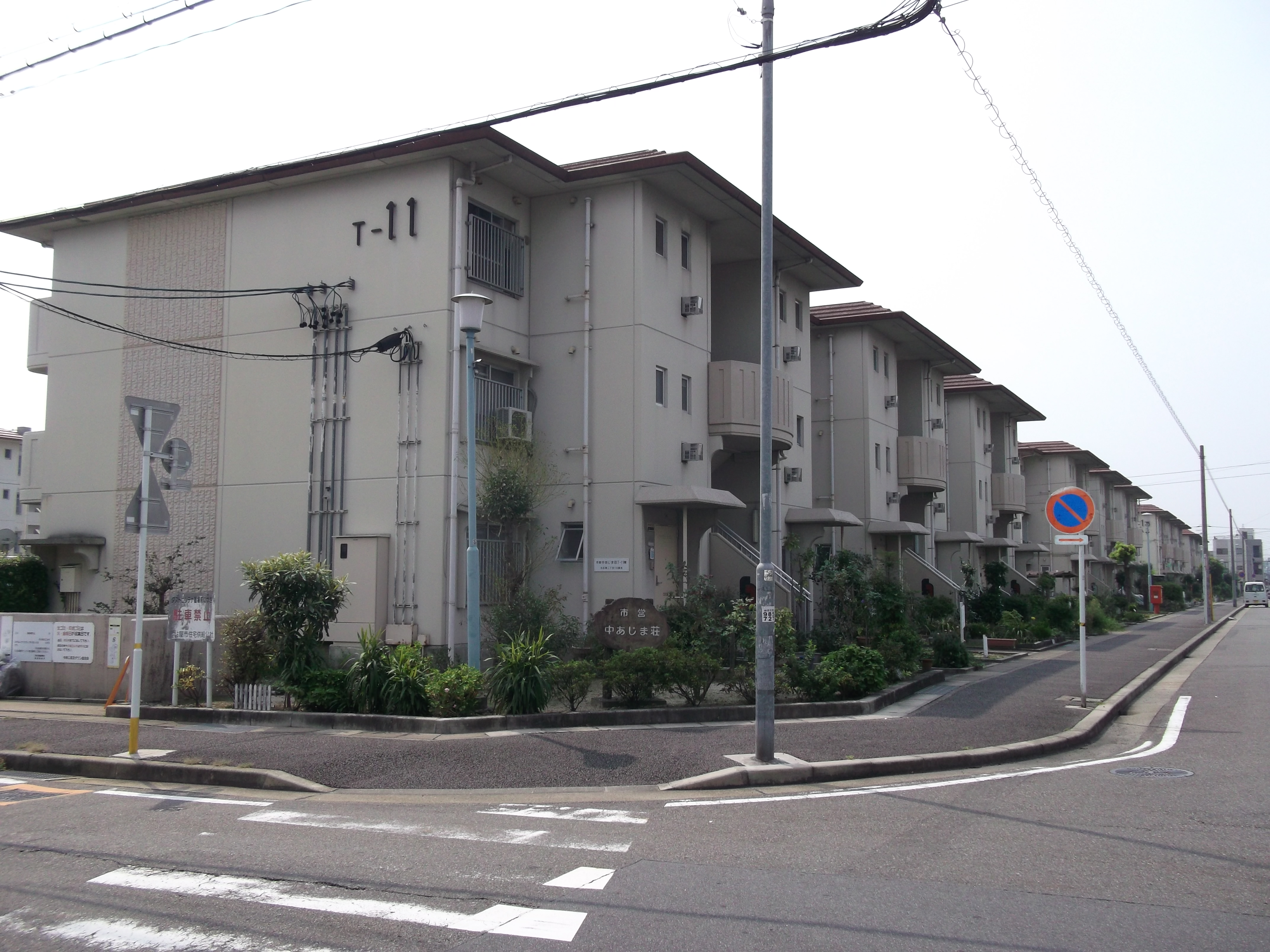
名古屋市営中あじま荘（2013年9月）
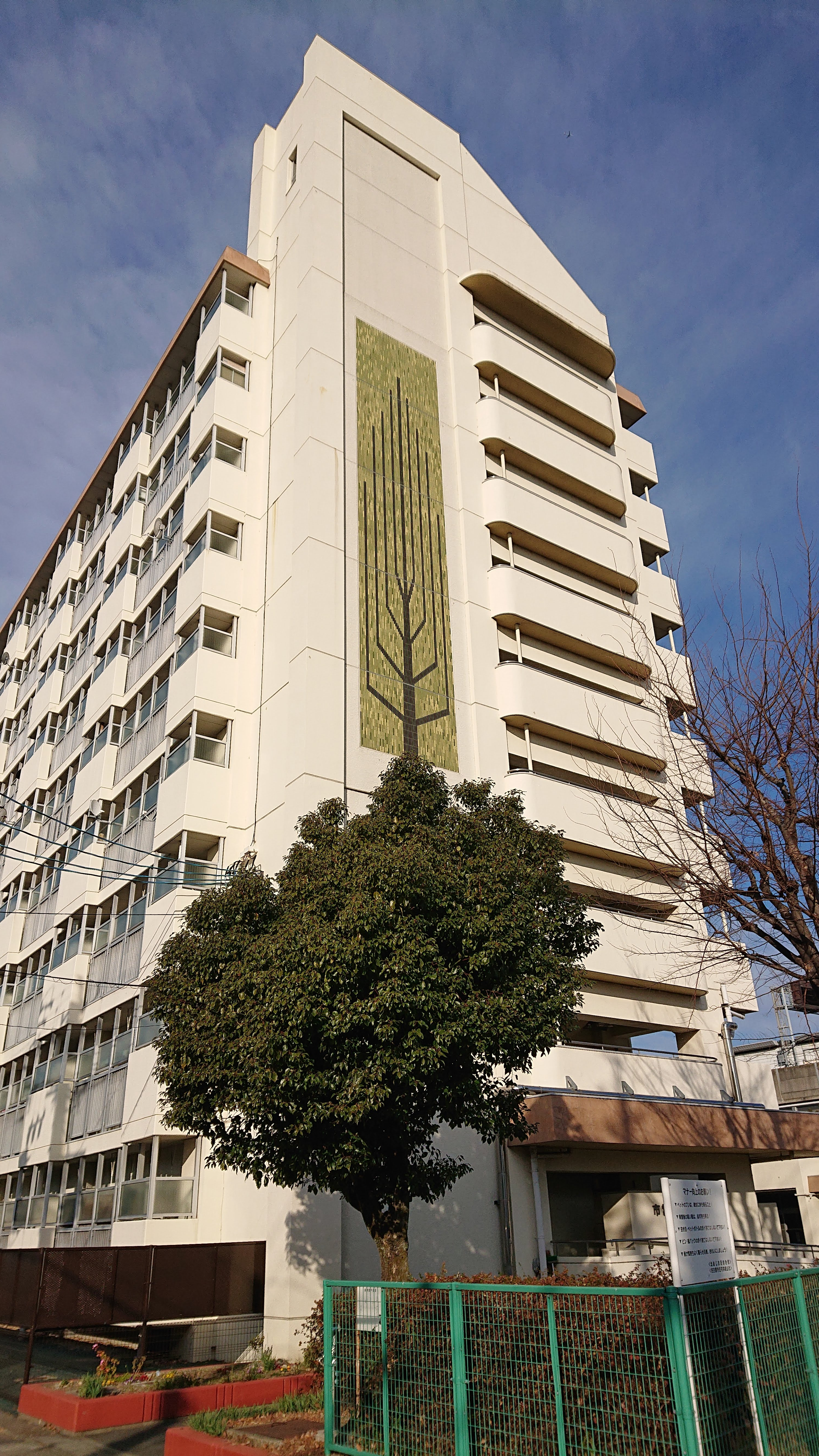
名古屋市営北あじま荘（2019年1月）
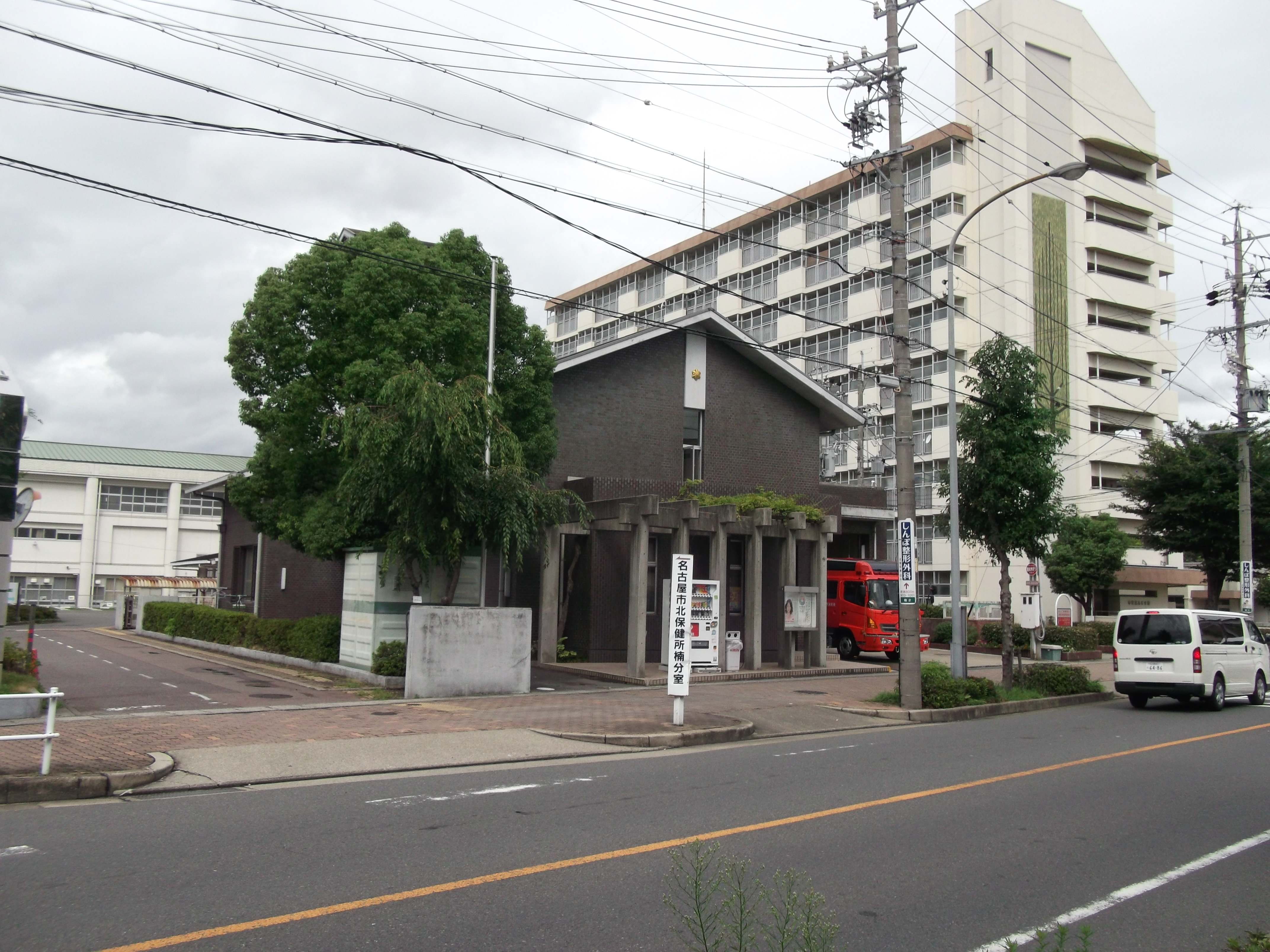
北消防署楠出張所（2013年9月）

## その他

### 日本郵便
- 郵便番号 : 462-0012（楠）[WEB 2]（集配局：名古屋北郵便局[WEB 13]）。

### WEB
1. 1 2  “町・丁目(大字)別、年齢(10歳階級)別公簿人口(全市・区別)”.   名古屋市. 2022年3月29日閲覧。
2. 1 2  “郵便番号”.  日本郵便. 2019年1月6日閲覧。
3. ↑  “市外局番の一覧”.   総務省. 2019年1月6日閲覧。
4. ↑  “北区の町名一覧”.   名古屋市 (2015年10月21日). 2019年1月12日閲覧。
5. ↑  総務省統計局 (2014年3月28日). “平成7年国勢調査の調査結果(e-Stat) - 男女別人口及び世帯数 －町丁・字等” (CSV). 2019年4月27日閲覧。
6. ↑  総務省統計局 (2014年5月30日). “平成12年国勢調査の調査結果(e-Stat) - 男女別人口及び世帯数 －町丁・字等” (CSV). 2019年4月27日閲覧。
7. ↑  総務省統計局 (2014年6月27日). “平成17年国勢調査の調査結果(e-Stat) - 男女別人口及び世帯数 －町丁・字等” (CSV). 2019年4月27日閲覧。
8. ↑  総務省統計局 (2012年1月20日). “平成22年国勢調査の調査結果(e-Stat) - 男女別人口及び世帯数 －町丁・字等” (CSV). 2019年4月27日閲覧。
9. ↑  総務省統計局 (2017年1月27日). “平成27年国勢調査の調査結果(e-Stat) - 男女別人口及び世帯数 －町丁・字等” (CSV). 2019年4月27日閲覧。
10. ↑  “データセット情報 国勢調査 / 令和２年国勢調査 / 小地域集計　（主な内容：基本単位区別，町丁・字別人口など） 23：愛知県”.   独立行政法人統計センター. 2022年3月31日閲覧。
11. ↑  “市立小・中学校の通学区域一覧”.   名古屋市 (2018年11月10日). 2019年1月14日閲覧。
12. ↑  “平成29年度以降の愛知県公立高等学校（全日制課程）入学者選抜における通学区域並びに群及びグループ分け案について”.   愛知県教育委員会 (2015年2月16日). 2019年1月14日閲覧。
13. ↑  郵便番号簿 平成29年度版 - 日本郵便. 2019年01月06日閲覧 (PDF)

### 書籍
1. 1 2 3  名古屋市計画局 1992, p. 752.
2. ↑  名古屋市計画局 1992, p. 753.
3. ↑  『広報なごや No.526（北区版）』名古屋市、1991年10月1日、14頁。
4. 1 2  “力作だ市制100周年モニュメント 愛工高生が設計 制作 北区役所楠支所に据え付け”. (1988年7月4日)
5. 1 2  名古屋消防史編集委員会 1989.